# Memphis-Misraim Rítus
A Memphis-Misraïm Ősi és Primitív Rítusa (a továbbiakban: Rítus) egy szabadkőműves szertartásrendű szervezet, melyet 1881 szeptemberében Nápolyban alapítottak, két régebbi rítus, a Misraïm Rítus és a Memphis Rítus egyesítésével, de előzményei visszanyúlnak a XVIII. századba. Időnként "egyiptomi szabadkőművességként" is hivatkoznak rá, mert hermetikus eredetű ezoterikus szimbólumokat hív segítségül, fokozat-rendszerében pedig az ókori egyiptomot idézi fel. A Rítus ismertetetőjegye a fokozatok magas száma. 99 fokozattal működik, bár némely modern francia változata csak 33-at gyakorol belőlük.
A Memphis-Misraïm Rítus 1881 és 1926 között egy nemzetközi Nagyhierofáns irányítása alatt működött. Közülük a legelső Giuseppe Garibaldi, Olaszország egyesítésének katonai vezetője volt, aki párhuzamosan az Olasz Nagyoriens Nagymestere is volt. Halála után belviszály alakult ki a szervezetben, míg végül az angol szabadkőművest, John Yarkert emelték a nagyhierofánsi tisztségbe 1902-ben. Őt a német Theodor Reuss követte 1913-ban, majd az 1923-ban bekövetkezett halála után megszűnt a szervezet feletti nemzetközi irányítás.
A franciaországi csoport Grande Loge Française du Rite ancien et primitif de Memphis-Misraïm néven tovább működött annak ellenére, hogy Reuss halála után a nemzetközi irányítás részéről beszüntették a tevékenységet. Charles Détré, Jean Bricaud, Constant Chevillon, Charles-Henry Dupont, Robert Ambelain és Gérard Kloppel voltak a francia szervezet nagymesterei. Különösen Ambelain játszott jelentős szerepet a Rítus szertartásainak megújításában 1960-ban. Azóta számtalan különféle csoport alakult világszerte, mind azt állítva, hogy eredete Kloppelre vezethető vissza.

## Története

### Misraïm Rítus
Már 1738-tól megtalálhatók a 90 fokozatú rítus nyomai alkímiai, okkult és egyiptomi utalásokkal telve. A Balsamo néven is ismert Cagliostro a kulcsfigura ebben az időszakban, aki megadta a kezdő lökést a rítus kialakulásához. 1767 és 1775 között Luigi d’Aquino lovagtól, a Nápolyi Szabadkőműves Nagymestertől megkapta az Arcana Arcanorumot, mely három igen magas hermetikus fokozat elnevezése. Cagliostro a Magas fokozatú Egyiptomi Szabadkőműves Rítust 1784-ben alapította meg a Máltai lovagrend nagymestere, Manuel Pinto de Fonseca támogatásával. 1788-ban vezette be az Arcana Arcanorum fokozatokat a Misraïm Rítusba. A szervezet gyorsan terjeszkedett Milánóban, Genovában és Nápolyban.

### Memphis Rítus
A Memphis Rítus megalapítója Jacques-Étienne Marconis de Nègre(fr), aki 1838-ban a Misraim Rítus egy változataként összekapcsolta a Templomos lovagok rituáléinak egyes elemeit az egyiptomi mitológiával és az alkímiával. Legkevesebb két páholya működött Párizsban ("Osiris" és "Des Philadelphes" néven), két további Brüsszelben ("La Bienveillance" és "De Heliopolis" néven), valamint számos angol támogató páholy. A rítus a szabadkőművesség katonai páholyaiban volt meglehetősen népszerű. Politikai okokból alvó állapotba került 1841-ben, vélhetően a Louis Auguste Blanqui által vezetett 1839-es királyságellenes fegyveres felkelés nyomán kialakult elnyomás hatására. 1848-ban, I. Lajos Fülöp francia király bukása után - Louis Blanc, az ideiglenes kormány szocialista tagja révén - a rítus újjáéledt.
Angliai francia menekültek több francia nyelven működő páholyt alakítottak Londonban, melyek közül a legfontosabb az 1851. január 31-én megalakult "La Grand Loge des Philadelphes" (gyakran csak "Philadelphes" néven utaltak rájuk) volt és kb. 100 fővel működött az 1870-es évek végéig.
1856-ban, Benoît Desquesnes felvetette, hogy a Memphis Rítus magasabb fokozatai nem csak feleslegesek, de antidemokratikusak és összeegyeztethetetlenek az egyenlőség szabadkőműves ideáljával. Ez törést okozott a páholyok között. 1860-ban Franciaországban a fokozatok számát lecsökkentették 33-ra, ezt a "csonkítást" ugyanakkor a rítus többi páholyai nem fogadták el. A Memphis Rítus észak-amerikai, dél-amerikai és Franciaországon kívüli európai páholyai továbbra is 97 fokozattal folytatták tevékenységüket.
Fontos tisztán látni, hogy a rítus egy Nagyhierofánsa sem vetette alá soha teljes mértékben a szervezetet a Francia Nagyoriens vagy az amerikai Grand College of Rites (Rítusok Nagy Kollégiuma) felügyelete alá. A rítust a Nagyhierofánsok Robert Ambelain, illetve Gérard Kloppel(fr) révén, a régi alapító okiratok birtokában, újjáélesztették. A rítus az Angol Egyesült Nagypáholyba tömörült, ún. "reguláris" szabadkőművesség szempontjából "irregulárisnak", tagjaik számára "tiltottnak" számít, azonban teljesen legitim módon működik a "latin", vagy "kontinentális" szabadkőművesség (pl. a Francia Nagyoriens) szerint.

### Memphis-Misraïm Rítus

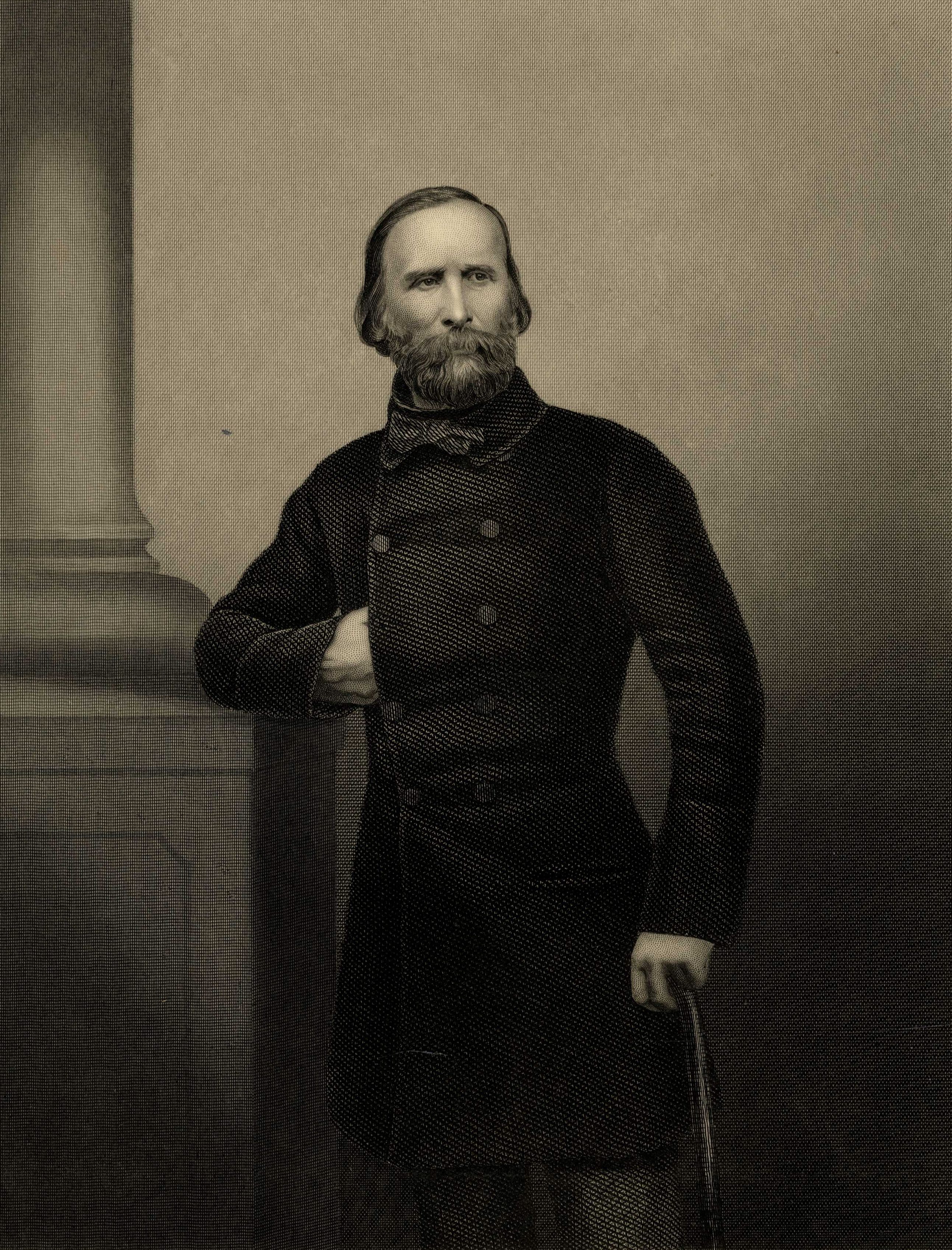
A Misraïm és Memphis rítusok 1881-ben Garibaldi vezetése alatt egyesültek egy szervezetté.

1881-ben Giuseppe Garibaldi tábornok előkészítette a két rítus egyesülését, mely 1889-ben vált hatályossá. Növekvő népszerűségéért sokat tettek a német szabadkőműves tudós, Theodor Reuss (1855-1923) művei, aki az akkori Nagyhierofáns, John Yarker képviselője, 1902-től Helyettes Nagymester, majd 1905-től Nagymester volt. Hivatalában Reuss követte Yarkert 1913-ban. A Reuss és Karl Kellner (1851–1905) által alapított Ordo Templi Orientis (O.T.O.) szintén szabadkőműves jellegű volt és a Memphis-Misraïm Rítus jelentős hatással volt e szervezetre, melynek rendszere kilenc - egyszerűsített - fokozatból állt, egy tizedikkel megfejelve, a Rend Külső Vezetőjének fokozatával. Később, Aleister Crowley 1925-ös O.T.O. vezetővé választása után, az alsó, "klasszikus" szabadkőműves fokozatokat megváltoztatták és az O.T.O. végül teljesen függetlenné vált a szabadkőművességtől is és a Rítustól is.

## A Rítus kiemelkedő tagjai
Az európai okkultizmus legkiemelkedőbb képviselői álltak kapcsolatban a Rítussal. Közéjük tartozott a francia Gérard Encausse (Papus), Charles Détré (Teder), Jean Bricaud, Constant Chevillon, Charles-Henry Dupont és Robert Ambelain. A német Rudolf Steiner 1906 és 1914 között Nemzeti Nagymester volt, de tag volt a Thule Társaság megalapítója, Rudolf von Sebottendorf(en) és a Fraternitas Rosicruciana Antiqua megalapítója, Arnold Krumm-Heller is. Aleister Crowley is kapcsolatban állt a Rítussal, annak az Ordo Templi Orientis által alkalmazott rövidítettebb változatával. Az Amerikai Egyesült Államokban Harvey Spencer Lewis, a AMORC alapítója emelendő ki tagként, mely azonban csak pár hónapig tartó kapcsolat volt.

## Nagyhierofánsok
- 1881—1882: Giuseppe Garibaldi
- 1882—1900: Giambattista Pessina
- 1900—1902: Ferdinando Francesco degli Oddi
- 1902—1913: John Yarker
- 1913—1923: Theodor Reuss

## Lásd még
- ORUMM francia nyelvű aloldal Archiválva 2023. február 3-i dátummal a Wayback Machine-ben
- APORMM hivatalos oldala
- APRMM Olasz Nagypáholy oldala
- APRMM Nemzetközi portál
- APRMM-Europe and FLC, Az APRMM-től különvált francia-nyelvű és egyéb európai páholyai
- EMOAPRMM

## Fordítás
Ez a szócikk részben vagy egészben  a   Rite of Memphis-Misraim című angol Wikipédia-szócikk fordításán alapul.  Az eredeti cikk szerkesztőit annak laptörténete sorolja fel. Ez a jelzés csupán a megfogalmazás eredetét és a szerzői jogokat jelzi, nem szolgál a cikkben szereplő információk forrásmegjelöléseként.